# Jonas Moore
Jonas Moore   (Whittle-le-Woods, 8 de febrer de 1617 - Godalming, 27 d'agost de 1679) va ser un matemàtic anglès.

## Vida i obra
Moore va néixer en una familia humil de Lancashire i molt probablement va estudiar a Burnley. A partir de 1647 va ser tutor de matemàtiques del duc de York (futur rei Jaume II), germà del rei Carles II, però no va durar gaire en el càrrec per l'esclat de la tercera guerra civil anglesa que va deposar la monarquia.

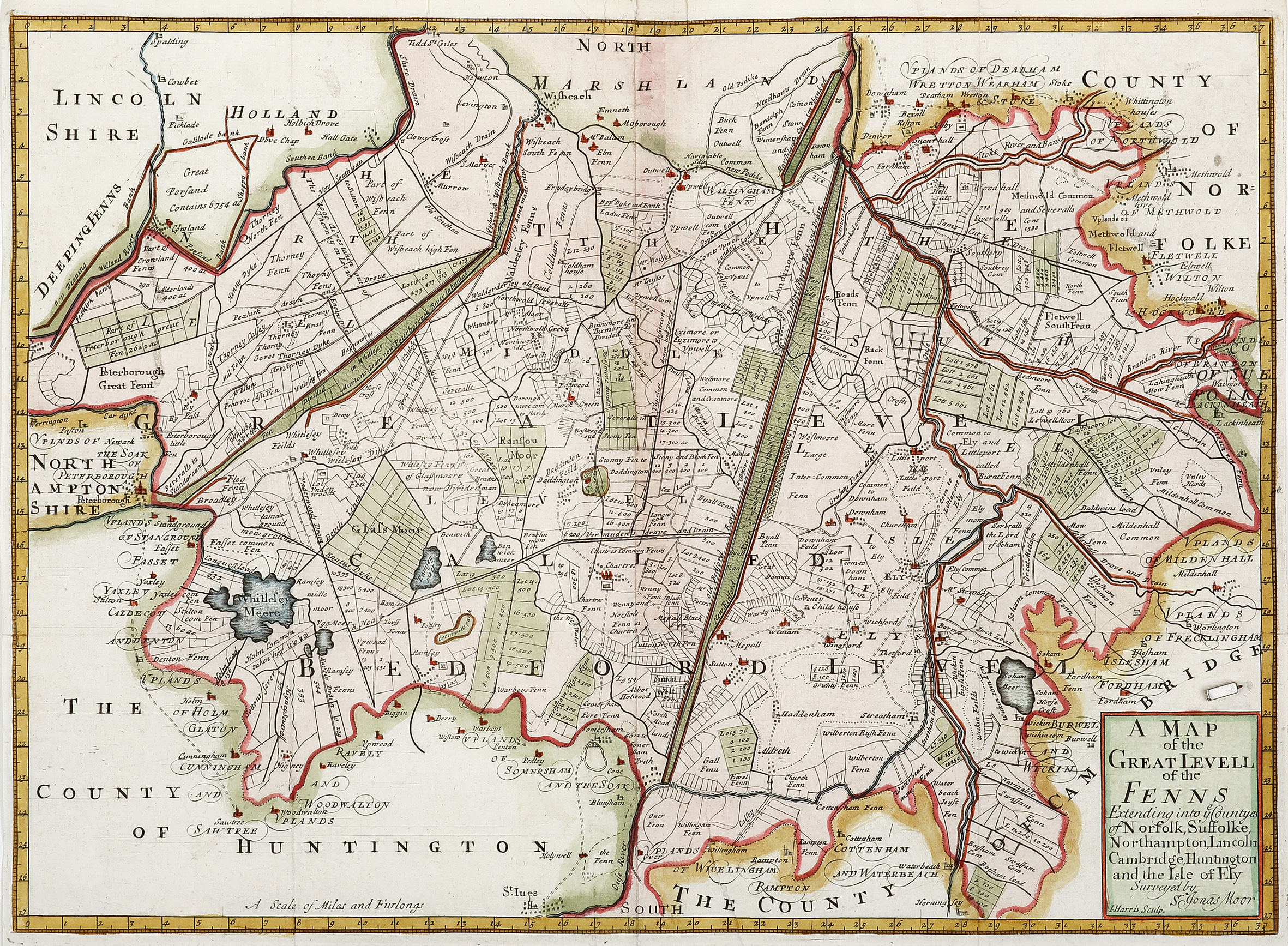
Mapa dels Fens fet per Moore el 1654, en una còpia impresa el 1693.

Va marxar a Londres on volia establir-se com professor privat de matemàtiques, però aviat va comença a treballat de topògraf, feina en la que va adquirir gran fama, tant és així que el 1649 el van encarregar el drenatge dels aiguamolls dels Fens i el 1669 va ser enviat a Tànger per informar sobre les seves fortificacions i construir un nou moll.
El 1669 va ser nomenat Topògraf Reial (General Surveyor) i el 1675 governador de la Torre de Londres. Va morir el 1679 i va ser enterrat a la capella reial de la Torre de Londres.
Moore va publicar diversos llibres de text de matemàtiques: Aritmetick (1650), Modern Fortification (1673), A Mathematical Compendium (1674) i A New system of the Mathematicks (pòstum, 1681). Però és recordat sobre tot, com un gran animador i impulsor de l'estudi de les matemàtiques a Anglaterra: Va liderar, incloent els aspectes econòmics, el projecte de construir l'Observatori Reial de Greenwich, va dissenyar i finançar la construcció de diferents aparells astronòmics, va fundar, juntament amb Samuel Pepys, la Royal School of Mathematics, en la qual va ser professor ell mateix i per la qual va escriure el seu darrer llibre, va apadrinar John Flamsteed, ...